# Formel 3000 1995
Formel 3000 1995 kördes över 8 omgångar. Mästare blev Vincenzo Sospiri.

## Delsegrare
| Datum        | Bana         | Vinnare          |
| ------------ | ------------ | ---------------- |
| 7 maj        | Silverstone  | Ricardo Rosset   |
| 13 maj       | Barcelona    | Vincenzo Sospiri |
| 5 juni       | Pau          | Vincenzo Sospiri |
| 23 juli      | Enna-Pergusa | Ricardo Rosset   |
| 29 juli      | Hockenheim   | Marc Goossens    |
| 27 augusti   | Spa          | Vincenzo Sospiri |
| 24 september | Estoril      | Tarso Marques    |
| 15 oktober   | Magny-Cours  | Kenny Bräck      |

## Slutställning
| Plats | Förare           | Poäng |
| ----- | ---------------- | ----- |
| 1     | Vincenzo Sospiri | 42    |
| 2     | Ricardo Rosset   | 29    |
| 3     | Kenny Bräck      | 24    |
| 3=    | Marc Goossens    | 24    |
| 5     | Tarso Marques    | 15    |
| 5=    | Emmanuel Clérico | 15    |